# شفیره

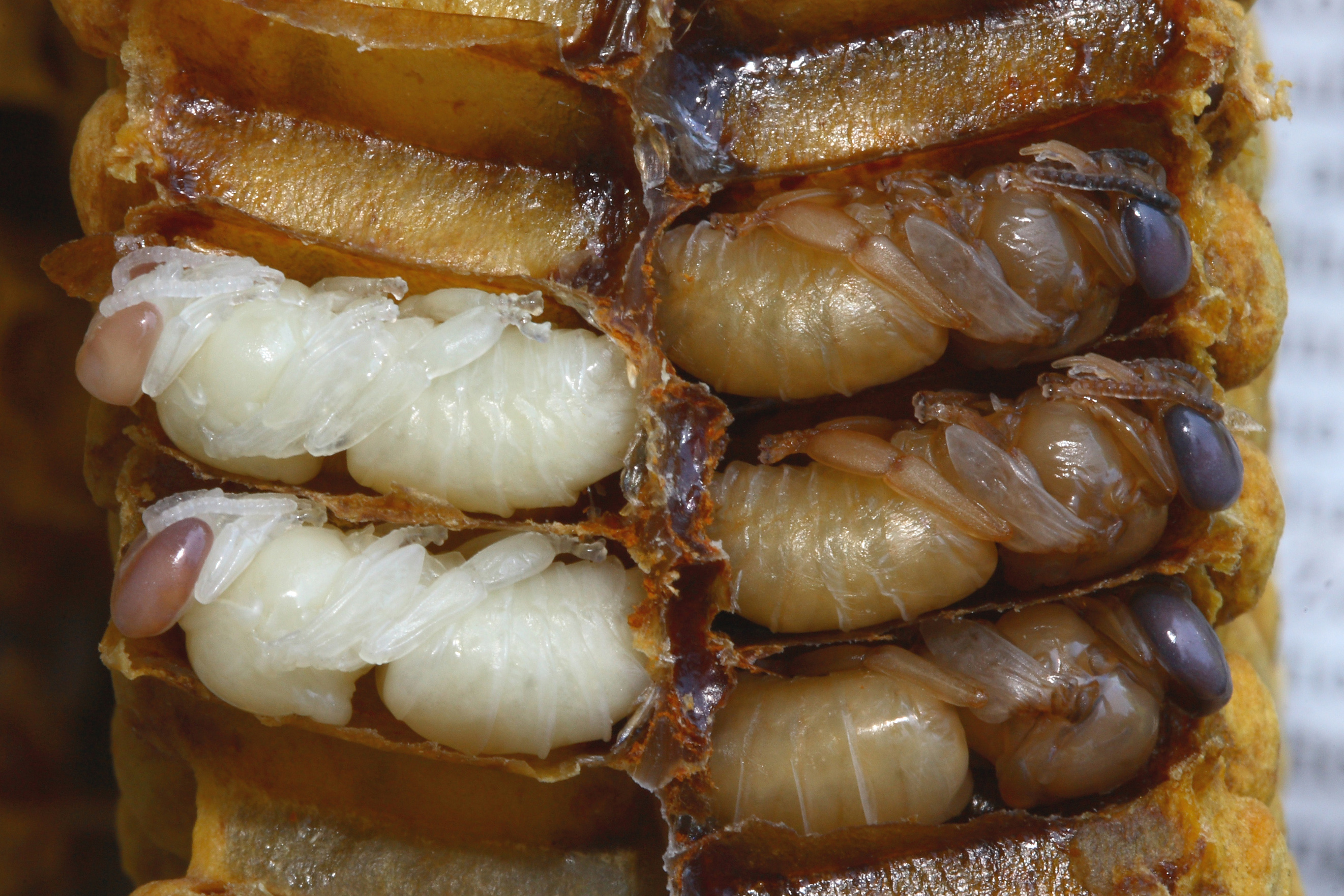
شفیره زنبورهای نر (زنبورهای عسل) در کندو شفیره‌های سمت راست چند روز بزرگتر هستند.

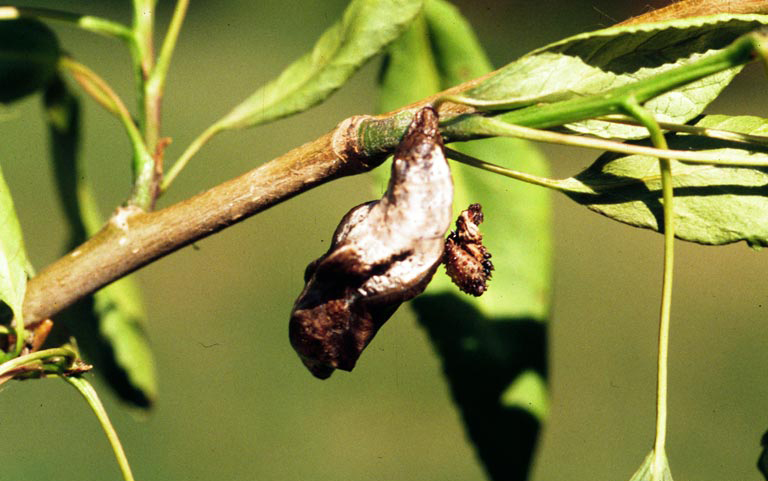
شفیره پروانه

حشرات در طی فرایند دگردیسی، پس از پشت سر گذاشتن مرحله «لارو» ی، وارد مرحله شَفیرگی (به انگلیسی: pupa)
می‌شوند که به آن شفیره می‌گویند. در این مرحله، حشره از حرکت، تغذیه و هرنوع فعالیت دیگر، بازمی‌ایستد. شفیره‌ها معمولاً در پوشش یک پیله، کپسول یا محفظه‌ای دیگر، این مرحله را طی می‌کنند؛ برخی از انواع شفیره‌ها نیز، پوشش محافظ ندارند.
پروانه‌ای که تازه از شفیره بیرون می‌آید، به پوسته‌ای به نام زَرپوست (Chrysalis) می‌چسبد تا مایعی که در شکم اوست به رَگ‌بال‌هایش پمپ شود تا بتواند بال‌هایش را باز کند. پس از چند ساعت، با خشک شدن بال‌ها و بازگشت شکم به اندازه عادی، بالاخره پروانه مهاجر بال می‌گشاید و به پرواز درمی‌آید.

## نگارخانه

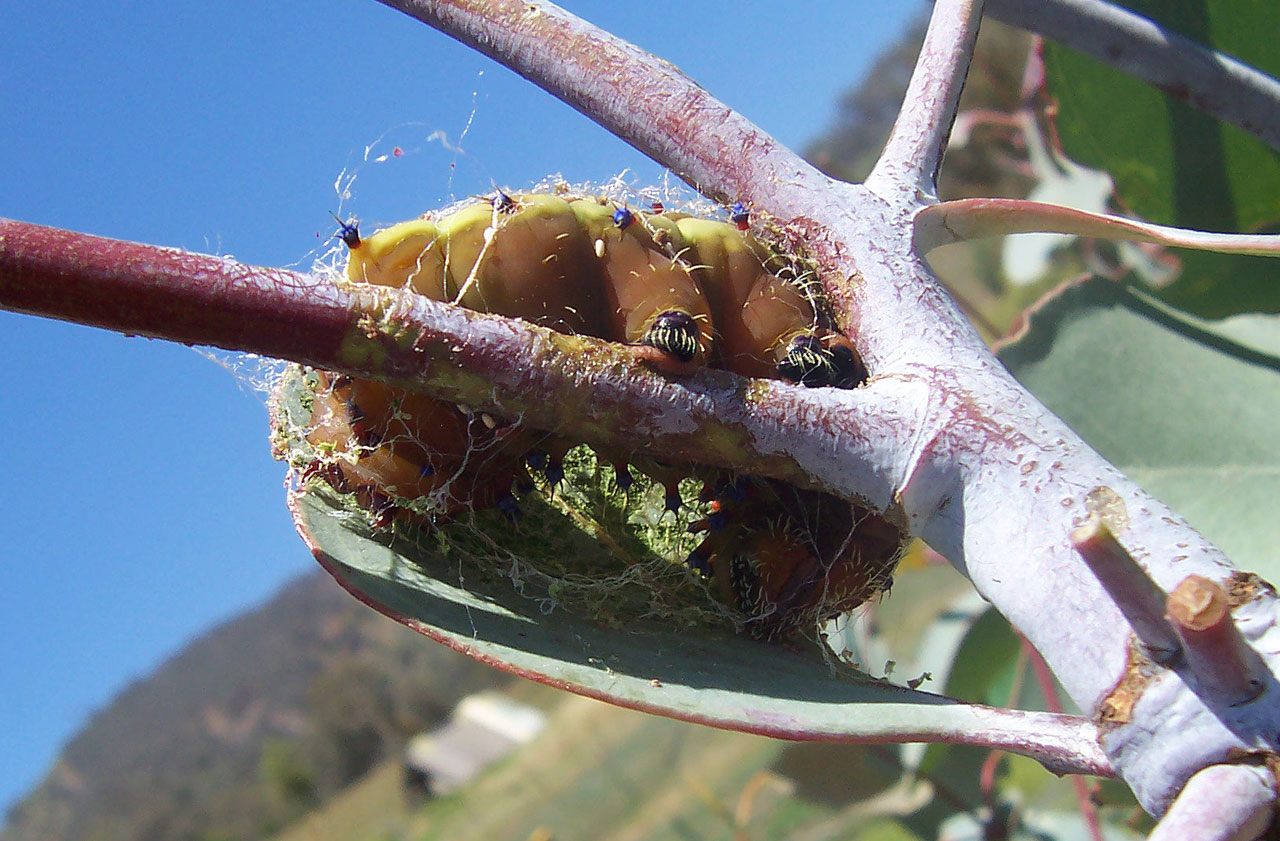
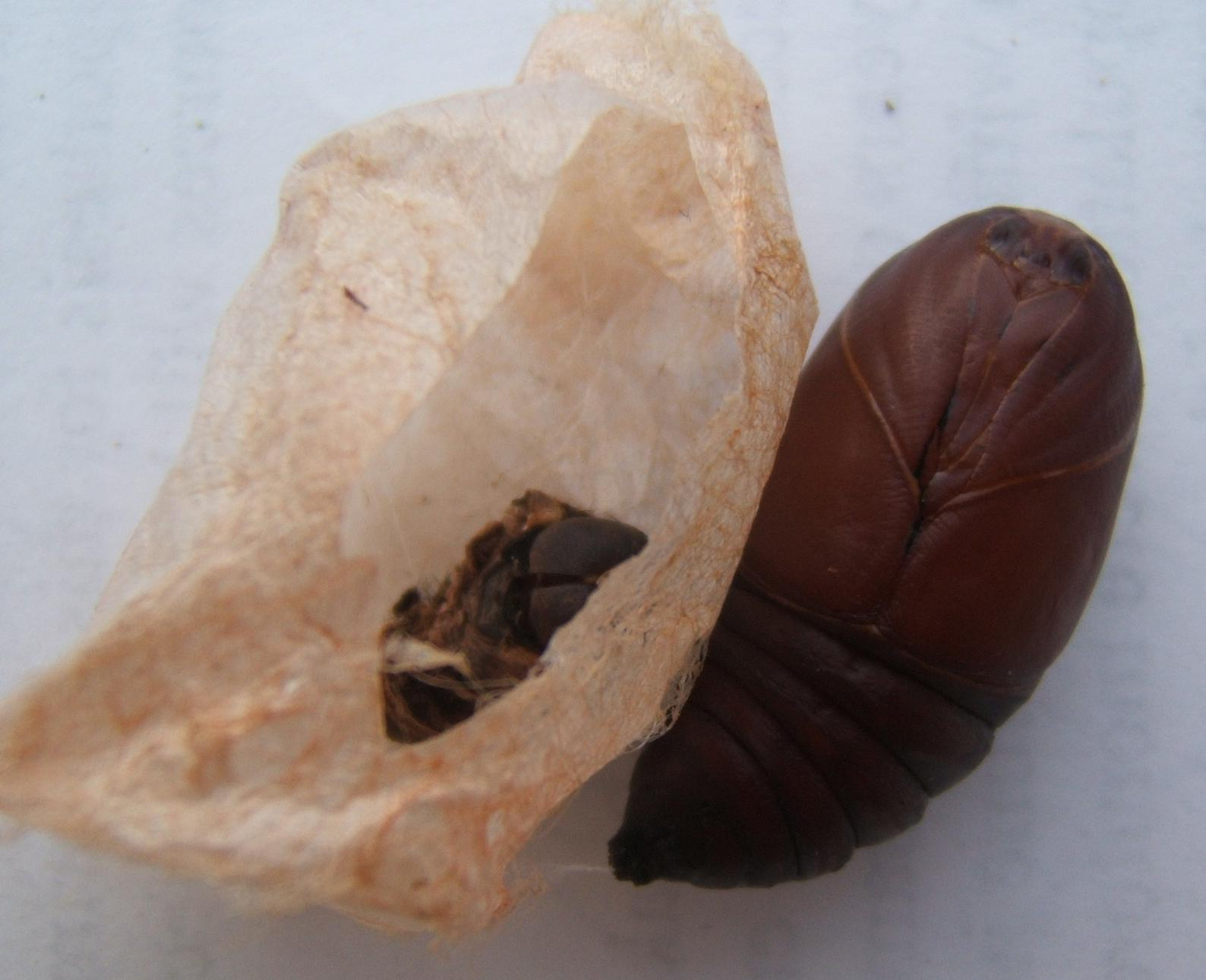
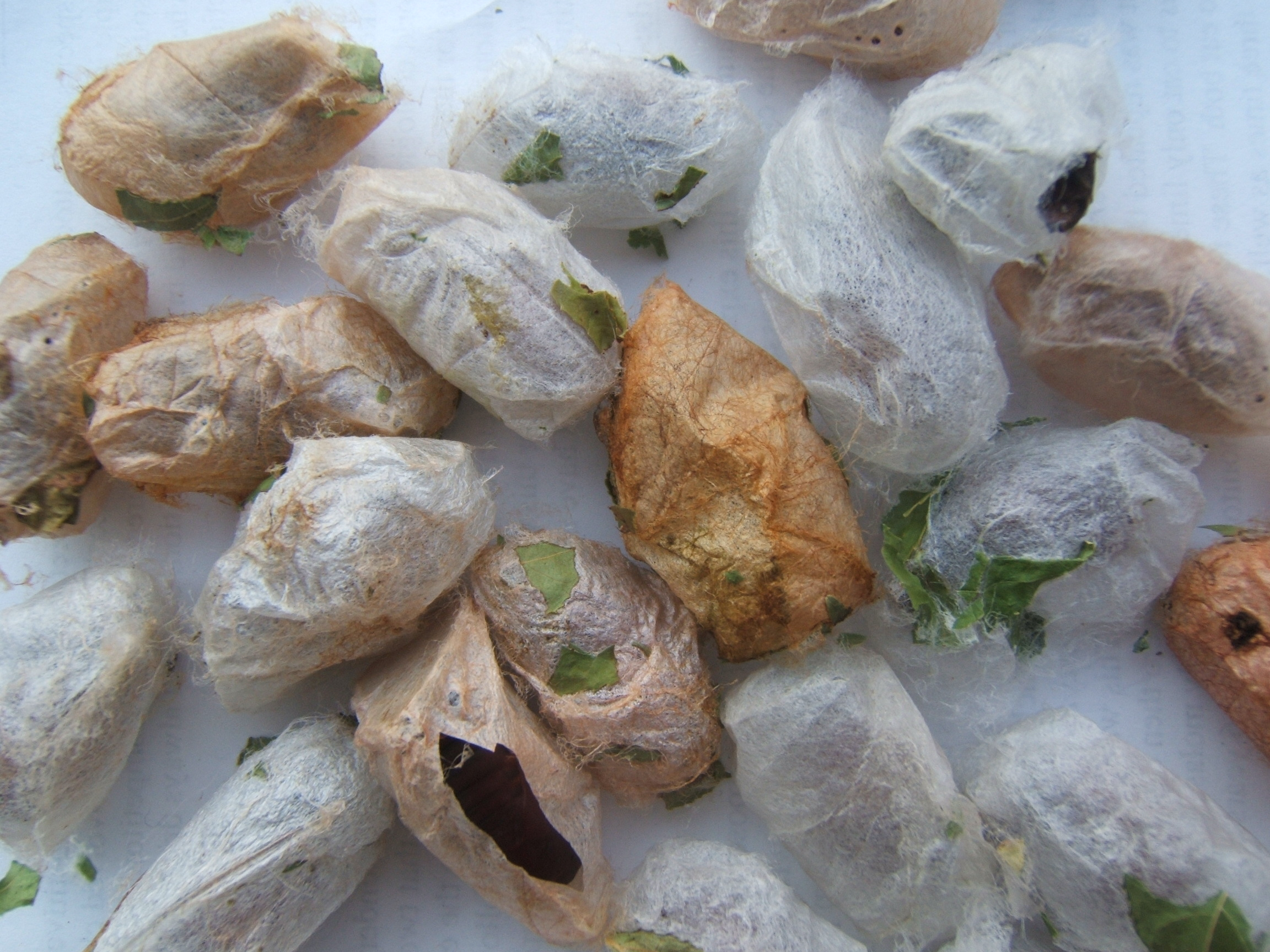
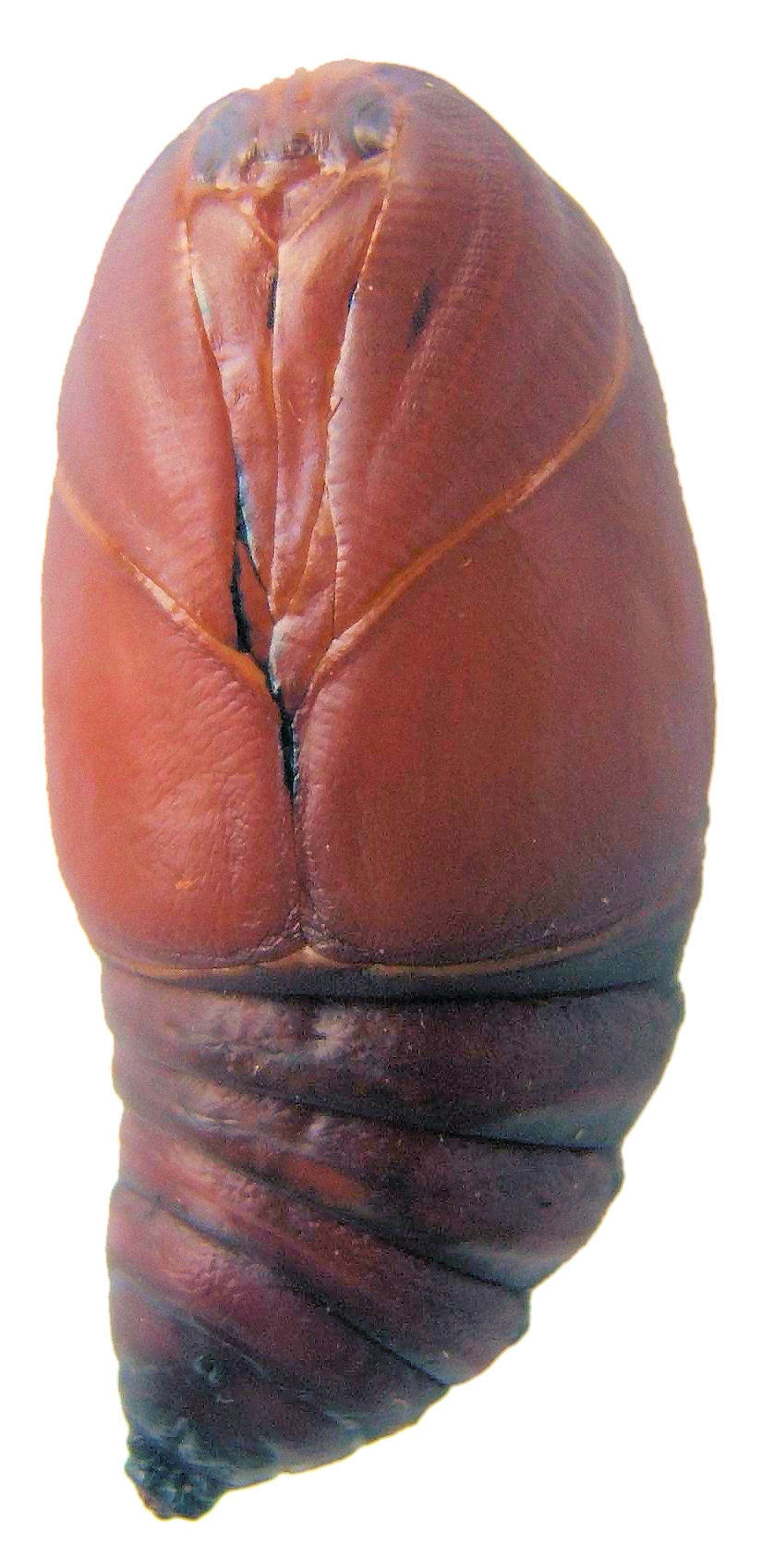
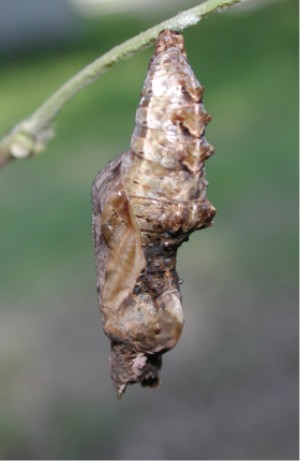
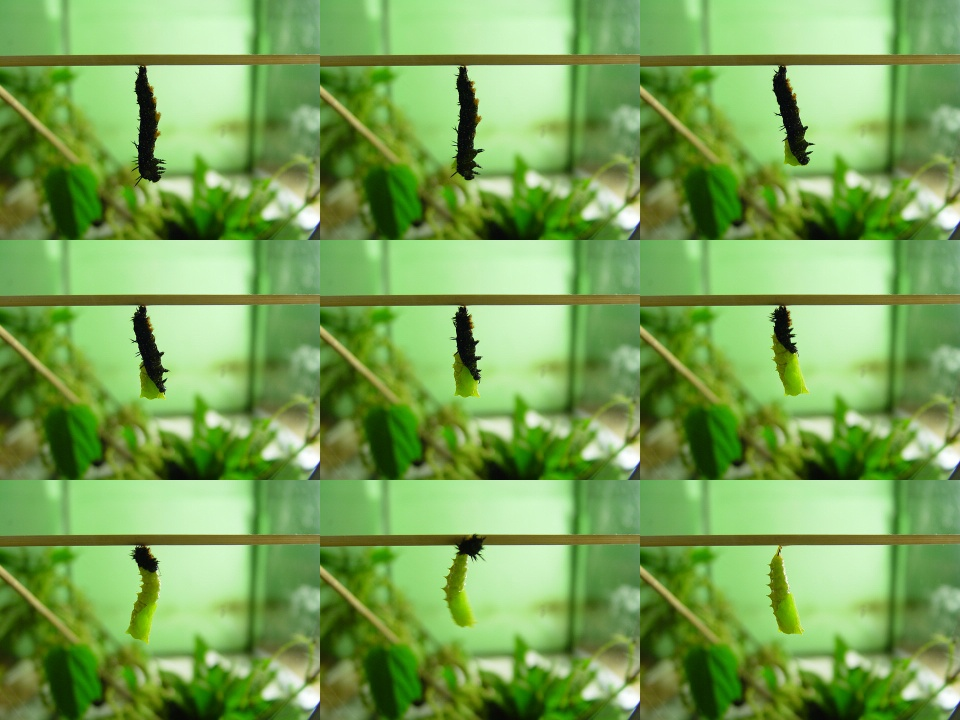
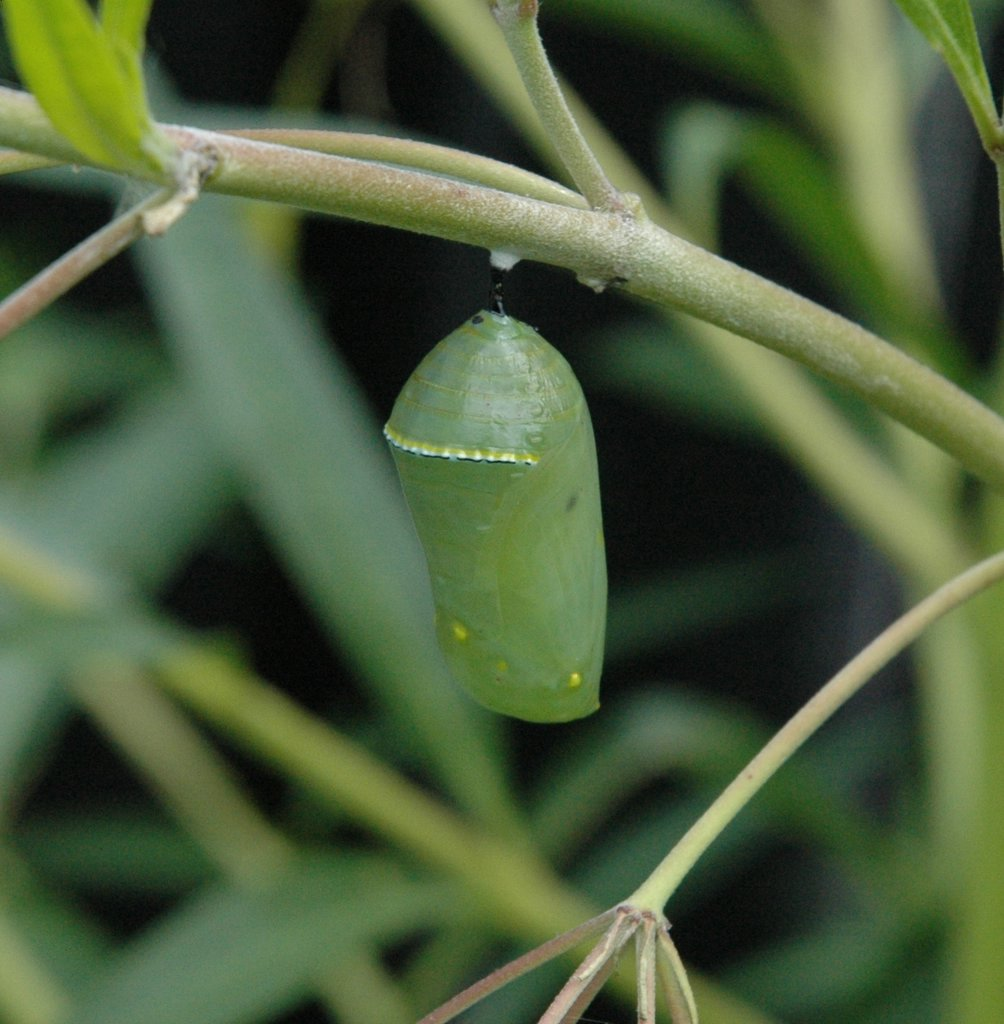